# Список Кабинетов США
Кабинет Соединённых Штатов Америки — круг лиц, которые входят в состав администрации (правительства) президента США, он включает в себя наиболее значимых назначаемых президентом США должностных лиц исполнительной ветви правительства США.
Возникновение этого института связывают с именем первого президента США (Джорджа Вашингтона), который впервые сформировал кабинет из четырёх приближённых к нему лиц Государственного секретаря США Томаса Джефферсона, министра финансов Александра Гамильтона, военного министра Генри Нокса и генерального прокурора США Эдмунда Рэндольфа, чтобы они помогали в выполнении его обязанностей.
Кандидаты в члены Кабинета предлагаются президентом США и представляются Сенату США для утверждения в должности простым большинством голосов. Если назначение на должность одобряется Сенатом, то они приносят клятву, после чего приступают к выполнению своих обязанностей. За исключением генерального прокурора США и ранее генерального почтмейстера США, все члены Кабинета именуются секретарями, однако в русском переводе, за исключением Государственного секретаря США, все остальные члены кабинета именуются министрами.

## Кабинеты США
| №   | Период                          | Наименование                    | Кол-во министров | Прочие должностные лица высшего ранга                            | Всего |
| --- | ------------------------------- | ------------------------------- | ---------------- | ---------------------------------------------------------------- | ----- |
| 1.  | 30 апреля 1789 — 3 марта 1797   | Кабинет Джорджа Вашингтона      | 4                | вице-президент Джон Адамс                                        | 6     |
| 2.  | 4 марта 1797 — 4 марта 1801     | Кабинет Джона Адамса            | 6                | вице-президент Томас Джефферсон                                  | 8     |
| 3.  | 4 марта 1801 — 4 марта 1809     | Кабинет Томаса Джефферсона      | 6                | вице-президент Аарон Бёрр // вице-президент Джордж Клинтон       | 8     |
| 4.  | 4 марта 1809 — 4 марта 1817     | Кабинет Джеймса Мэдисона        | 6                | вице-президент Джордж Клинтон // вице-президент Элбридж Герри    | 8     |
| 5.  | 4 марта 1817 — 4 марта 1825     | Кабинет Джеймса Монро           | 6                | вице-президент Дэниел Томпкинс                                   | 8     |
| 6.  | 4 марта 1825 — 4 марта 1829     | Кабинет Джона Куинси Адамса     | 6                | вице-президент Джон Кэлхун                                       | 8     |
| 7.  | 4 марта 1829 — 4 марта 1837     | Кабинет Эндрю Джексона          | 6                | вице-президент Джон Кэлхун // вице-президент Мартин ван Бюрен    | 8     |
| 8.  | 4 марта 1837 — 4 марта 1841     | Кабинет Мартина ван Бюрена      | 6                | вице-президент Ричард Джонсон                                    | 8     |
| 9.  | 4 марта 1841 — 4 апреля 1841    | Кабинет Уильяма Гаррисона       | 6                | вице-президент Джон Тайлер *                                     | 8     |
| 10. | 4 апреля 1841 — 4 марта 1845    | Кабинет Джона Тайлера           | 6                | вице-президента не было                                          | 7     |
| 11. | 4 марта 1845 — 4 марта 1849     | Кабинет Джеймса Полка           | 6                | вице-президент Джордж Даллас                                     | 8     |
| 12. | 4 марта 1849 — 9 июля 1850      | Кабинет Закари Тейлора          | 7                | вице-президент Миллард Филлмор *                                 | 9     |
| 13. | 9 июля 1850 — 4 марта 1853      | Кабинет Милларда Филлмора       | 7                | вице-президента не было                                          | 8     |
| 14. | 4 марта 1853 — 4 марта 1857     | Кабинет Франклина Пирса         | 7                | вице-президент умер                                              | 8     |
| 15. | 4 марта 1857 — 4 марта 1861     | Кабинет Джеймса Бьюкенена       | 7                | вице-президент Джон Брекинридж                                   | 9     |
| 16. | 4 марта 1861 — 15 апреля 1865   | Кабинет Авраама Линкольна       | 7                | вице-президент Ганнибал Гэмлин // вице-президент Эндрю Джонсон * | 9     |
| 17. | 15 апреля 1865 — 4 марта 1869   | Кабинет Эндрю Джонсона          | 7                | вице-президента не было                                          | 8     |
| 18. | 4 марта 1869 — 4 марта 1877     | Кабинет Улисса Гранта           | 7                | вице-президент Шайлер Колфакс // вице-президент Генри Уилсон     | 9     |
| 19. | 4 марта 1877 — 4 марта 1881     | Кабинет Резерфорда Хейза        | 7                | вице-президент Уильям Уилер                                      | 9     |
| 20. | 4 марта 1881 — 19 сентября 1881 | Кабинет Джеймса Гарфилда        | 7                | вице-президент Честер Алан Артур *                               | 9     |
| 21. | 19 сентября 1881 — 4 марта 1885 | Кабинет Честера Артура          | 7                | вице-президента не было                                          | 8     |
| 22. | 4 марта 1885 — 4 марта 1889     | I-й Кабинет Гровера Кливленда   | 8                | вице-президент умер                                              | 9     |
| 23. | 4 марта 1889 — 4 марта 1893     | Кабинет Бенджамина Гаррисона    | 8                | вице-президент Леви Мортон                                       | 10    |
| 24. | 4 марта 1893 — 4 марта 1897     | II-й Кабинет Гровера Кливленда  | 8                | вице-президент Эдлай Стивенсон                                   | 10    |
| 25. | 4 марта 1897 — 14 сентября 1901 | Кабинет Уильяма Мак-Кинли       | 8                | вице-президент Гаррет Хобарт // вице-президент Теодор Рузвельт * | 10    |
| 26. | 14 сентября 1901 — 4 марта 1909 | Кабинет Теодора Рузвельта       | 9                | вице-президент Чарлз Фэрбенкс                                    | 11    |
| 27. | 4 марта 1909 — 4 марта 1913     | Кабинет Уильяма Тафта           | 9                | вице-президент Джеймс Шерман                                     | 11    |
| 28. | 4 марта 1913 — 4 марта 1921     | Кабинет Вудро Вильсона          | 10               | вице-президент Томас Маршалл                                     | 12    |
| 29. | 4 марта 1921 — 2 августа 1923   | Кабинет Уоррена Гардинга        | 10               | вице-президент Калвин Кулидж *                                   | 12    |
| 30. | 2 августа 1923 — 4 марта 1929   | Кабинет Калвина Кулиджа         | 10               | вице-президент Чарлз Дауэс                                       | 12    |
| 31. | 4 марта 1929 — 4 марта 1933     | Кабинет Герберта Гувера         | 10               | вице-президент Чарлз Кёртис                                      | 12    |
| 32. | 4 марта 1933 — 12 апреля 1945   | Кабинет Франклина Рузвельта     | 10               | вице-президенты Джон Гарнер / Генри Уоллес / Гарри Трумэн *      | 12    |
| 33. | 12 апреля 1945 — 20 января 1953 | Кабинет Гарри Трумэна           | 10               | вице-президент Олбен Баркли                                      | 12    |
| 34. | 20 января 1953 — 20 января 1961 | Кабинет Дуайта Эйзенхауэра      | 10               | вице-президент Ричард Никсон                                     | 12    |
| 35. | 20 января 1961 — 22 ноября 1963 | Кабинет Джона Кеннеди           | 10               | вице-президент Линдон Джонсон *                                  | 12    |
| 36. | 22 ноября 1963 — 20 января 1969 | Кабинет Линдона Джонсона        | 12               | вице-президент Хьюберт Хамфри                                    | 14    |
| 37. | 20 января 1969 — 9 августа 1974 | Кабинет Ричарда Никсона         | 12               | вице-президент Спиро Агню // вице-президент Джеральд Форд *      | 14    |
| 38. | 9 августа 1974 — 20 января 1977 | Кабинет Джеральда Форда         | 11               | вице-президент Нельсон Рокфеллер + 6                             | 19    |
| 39. | 20 января 1977 — 20 января 1981 | Кабинет Джимми Картера          | 14               | вице-президент Уолтер Мондейл + 8                                | 24    |
| 40. | 20 января 1981 — 20 января 1989 | Кабинет Рональда Рейгана        | 13               | вице-президент Джордж Буш + 7                                    | 22    |
| 41. | 20 января 1989 — 20 января 1993 | Кабинет Джорджа Буша (старшего) | 14               | вице-президент Дэн Куэйл + 8                                     | 24    |
| 42. | 20 января 1993 — 20 января 2001 | Кабинет Билла Клинтона          | 14               | вице-президент Альберт Гор + 10                                  | 26    |
| 43. | 20 января 2001 — 20 января 2009 | Кабинет Джорджа Буша (младшего) | 15               | вице-президент Ричард Чейни + 5                                  | 22    |
| 44. | 20 января 2009 — 20 января 2017 | Кабинет Барака Обамы            | 15               | вице-президент Джо Байден + 7                                    | 24    |
| 45. | 20 января 2017 — 20 января 2021 | Первый кабинет Дональда Трампа  | 15               | вице-президент Майк Пенс + 8                                     | 25    |
| 46. | 20 января 2021 — 20 января 2025 | Кабинет Джо Байдена             | 15               | вице-президент Камала Харрис + 9                                 | 25    |
| 47. | с 20 января 2025 года           | Второй кабинет Дональда Трампа  | 15               | вице-президент Джей Ди Вэнс + 8                                  | 24    |

В таблице знаком * отмечены случаи, когда вице-президент экстренно приводился к присяге на пост Президента США и создавал собственный Кабинет.